# Channel One Cup
Channel One Cup är sedan 2006 namnet på den årliga ishockeyturnering för herrlandslag, som vanligtvis spelas i Ryssland i mitten av december, före den västkristna julen och var åren 1969-1996 känd som Izvestijaturneringen.

## Historik
Turneringen började spelas 1967 i dåvarande Sovjetunionen, till 50-årsjubileet av ryska revolutionen 1917, och turneringen uppkallades efter dagstidningen Izvestija. Säsongen 1974/1975 spelades turneringen hemma-borta, och var utspridd över hela säsongen. 1992 spelades turneringen i Sankt Petersburg. Från år 2000 har turneringen även inletts i andra länder. Turneringen kallades under 1970-talet, 80-talet och det tidiga 90-talet ofta för "Lilla VM". Namnet på turneringen har skiftat med åren.
Under åren 1996–2021 ingick turneringen i Euro Hockey Tour. Deltagare då var Finland, Ryssland, Sverige och Tjeckien. Flera gånger fram till 1999 deltog även Kanada, och 2002 även Slovakien. Från och med att Euro Hockey Tour startades säsongen 1996/1997 deltog Kanada (och, 2002 Slovakien) i turneringen, men utom tävlan i Euro Hockey Tour.

## Turneringens namn
- Turnering till 50-årsjubileet av ryska oktoberrevolutionen (1967)
- Internationell turnering (1968)
- Izvestija Trophy (1969-1996)
- Baltica Brewery Cup (1997-2002)
- Moscow International Tournament (2003)
- Rosno Cup (2004-2005)
- Channel One Cup (2006-)

## Slutsegrare
- 1967: Sovjetunionen
- 1968: Sovjetunionen
- 1969: Sovjetunionen
- 1970: Tjeckoslovakien
- 1971: Sovjetunionen
- 1972: Sovjetunionen
- 1973: Sovjetunionen
- 1974/1975: Tjeckoslovakien
- 1975: Sovjetunionen
- 1976: Sovjetunionen
- 1977: Sovjetunionen
- 1978: Sovjetunionen
- 1979: Sovjetunionen
- 1980: Sovjetunionen
- 1981: Sovjetunionen
- 1982: Sovjetunionen
- 1983: Sovjetunionen
- 1984: Sovjetunionen
- 1985: Tjeckoslovakien
- 1986: Sovjetunionen
- 1987: Kanada
- 1988: Sovjetunionen
- 1989: Sovjetunionen
- 1990: Sovjetunionen
- 1991: inställt på grund av Sovjetunionens upplösning
- 1992: Ryssland II
- 1993: Ryssland II
- 1994: Ryssland
- 1995: Ryssland
- 1996: Sverige
- 1997: Tjeckien
- 1998: Sverige
- 1999: Ryssland
- 2000: Ryssland
- 2001: Tjeckien
- 2002: Tjeckien
- 2003: Finland
- 2004: Ryssland
- 2005: Ryssland
- 2006: Ryssland
- 2007: Ryssland
- 2008: Ryssland
- 2009: Finland
- 2010: Ryssland
- 2011: Sverige
- 2012: Ryssland
- 2013: Tjeckien
- 2014: Ryssland
- 2015: Tjeckien
- 2016: Sverige
- 2017: Ryssland
- 2018: Ryssland
- 2019 Sverige
- 2020: Ryssland
- 2021: Ryssland
- 2022: Belarus
- 2023: Ryssland 25

### Fotnoter
1. ↑  Stefan Albertsson (9 december 2002). ”Sju Frölundaiter uttagna till Baltica Cup”. Svenska fans. http://www.svenskafans.com/hockeyzon/92264.aspx. Läst 20 december 2015.